# نتائج منتخب السعودية لكرة القدم 2019
فيما يلي موجز لنتائج منتخب السعودية لكرة القدم لعام 2019.

## المنتخب الأول لكرة القدم

### الهدافين
| اللاعب           | الأهداف |
| ---------------- | ------- |
| سالم الدوسري     | 4       |
| هتان باهبري      | 4       |
| عبد الله الحمدان | 3       |
| عبد الفتاح آدم   | 2       |
| فراس البريكان    | 2       |
| محمد الخبراني    | 2       |
| سلمان الفرج      | 2       |
| فهد المولد       | 2       |
| عبد الفتاح عسيري | 2       |
| محمد آل فتيل     | 1       |
| عبد الله الشامخ  | 1       |
| حسين المقهوي     | 1       |
| ربيع سفياني      | 1       |

### المدربين
| الاسم              | المواطنة          | الفترة        | المباريات | الانتصارات | التعادلات | الخسائر | التشريفات |
| ------------------ | ----------------- | ------------- | --------- | ---------- | --------- | ------- | --------- |
| خوان أنطونيو بيتزي | إسبانيا الأرجنتين | يناير 2019    | 4         | 2          | 0         | 2       |           |
| يوسف عنبر          | السعودية          | أغسطس 2019    | 3         | 0          | 1         | 2       |           |
| هيرفي رينار        | فرنسا             | سبتمبر 2019 – | 10        | 5          | 3         | 2       |           |

### كأس آسيا 2019
| كأس آسيا 2019 المجموعة ر 8 يناير 2019 | السعودية                                                                 | 4–0   | كوريا الشمالية | دبي، الإمارات العربية المتحدة                                                   |
| 20:00 (ت ع م+04:00)                   | * هتان باهبري 28' - محمد آل فتيل 37' - سالم الدوسري 70' - فهد المولد 87' | تقرير |                | الملعب: ملعب آل راشد الحضور: 5,075 الحكم: بيتر غرين (اتحاد أستراليا لكرة القدم) |

| كأس آسيا 2019 المجموعة ر 12 يناير 2019 | لبنان | 0–2   | السعودية                            | دبي، الإمارات العربية المتحدة                                                     |
| 20:00 (ت ع م+04:00)                    |       | تقرير | * فهد المولد 12' - حسين المقهوي 67' | الملعب: ملعب آل مكتوم الحضور: 13,792 الحكم: علي صباح (الاتحاد العراقي لكرة القدم) |

| كأس آسيا 2019 المجموعة ر 17 يناير 2019 | السعودية | 0–2   | قطر                    | أبو ظبي، الإمارات العربية المتحدة                                                                           |
| 20:00 (ت ع م+04:00)                    |          | تقرير | * المعز علي 45+1'، 80' | الملعب: ستاد مدينة زايد الرياضية الحضور: 16,067 الحكم: كيم دونغ-جين (حكم) (اتحاد كوريا الجنوبية لكرة القدم) |

| مرحلة خروج المغلوب في كأس آسيا 2019 21 يناير 2019 | اليابان                | 1–0   | السعودية | الشارقة، الإمارات العربية المتحدة                                                       |
| 15:00 (ت ع م+04:00)                               | * تاكيهيرو تومياسو 20' | تقرير |          | الملعب: استاد الشارقة الحضور: 6,832 الحكم: رافشان إيرماتوف (اتحاد أوزبكستان لكرة القدم) |

### المباريات الودية
| مباراة ودية 21 مارس 2019 | الإمارات العربية المتحدة            | 2–1   | السعودية             | أبو ظبي، الإمارات العربية المتحدة                                                      |
| 17:45 (ت ع م+04:00)      | * بندر الأحبابي 54' - علي مبخوت 63' | تقرير | * عبد الفتاح آدم 18' | الملعب: استاد آل نهيان الحضور: 750 الحكم: Mohammad Arafah (الاتحاد الأردني لكرة القدم) |

| مباراة ودية 25 مارس 2019 | السعودية                                                                    | 3–2   | غينيا الاستوائية                       | الرياض، السعودية                                                                  |
| 18:45 (ت ع م+03:00)      | * عبد الله الشامخ 4' (ركل.) - عبد الفتاح آدم 13' - محمد الخبراني 57' (ركل.) | تقرير | * إيميليو إنسوي 32' (ركل.)، 71' (ركل.) | الملعب: ملعب الملك فهد الدولي الحكم: Abdullah Jamali (الاتحاد الكويتي لكرة القدم) |

| مباراة ودية 5 سبتمبر 2019       | السعودية          | 1–1   | مالي                                         | الدمام، السعودية                                                                                               |
| 20:00 ت ع م+03:00 (ت ع م+03:00) | *سالم الدوسري 53' | تقرير | *أداما تراوري (لاعب كرة قدم مواليد 1995) 38' | الملعب: ملعب الأمير محمد بن فهد الحضور: 6,564 الحكم: Adel Al Naqbi (اتحاد الإمارات العربية المتحدة لكرة القدم) |

| مباراة ودية 19 نوفمبر 2019 | السعودية | 0–0   | باراغواي | الرياض، السعودية                                                                     |
| 19:30 ت ع م+3              |          | تقرير |          | الملعب: ملعب الأمير فيصل بن فهد الحكم: Ali Al Samahiji (الاتحاد البحريني لكرة القدم) |

### تصفيات كأس العالم 2022 وكأس آسيا 2023
| مباراة ودية 5 سبتمبر 2019       | السعودية          | 1–1   | مالي                                         | الدمام، السعودية                                                                                               |
| 20:00 ت ع م+03:00 (ت ع م+03:00) | *سالم الدوسري 53' | تقرير | *أداما تراوري (لاعب كرة قدم مواليد 1995) 38' | الملعب: ملعب الأمير محمد بن فهد الحضور: 6,564 الحكم: Adel Al Naqbi (اتحاد الإمارات العربية المتحدة لكرة القدم) |

| تصفيات كأس العالم لكرة القدم 2022 10 سبتمبر 2019 | اليمن                                        | 2–2                        | السعودية                            | الرفاع، البحرين                                                                              |
| 19:00 ت ع م+3                                    | *محسن محمد حسن محمد القروي ‏ 8' - Al-Dahi 37' | Report (FIFA) Report (AFC) | *هتان باهبري 23' - سالم الدوسري 48' | الملعب: ستاد البحرين الوطني الحضور: 3,100 الحكم: Sivakorn Pu-udom (اتحاد تايلاند لكرة القدم) |

| تصفيات كأس العالم لكرة القدم 2022 10 أكتوبر 2019 | السعودية                                          | 3–0                        | سنغافورة | بريدة، السعودية                                                                                                   |
| 18:25 ت ع م+3                                    | *عبد الفتاح عسيري 28'، 67' - عبد الله الحمدان 61' | Report (FIFA) Report (AFC) |          | الملعب: مدينة الملك عبد الله الرياضية (بريدة) الحضور: 14,560 الحكم: Kim Hee-gon (اتحاد كوريا الجنوبية لكرة القدم) |

| تصفيات كأس العالم لكرة القدم 2022 15 أكتوبر 2019 | فلسطين | 0–0                        | السعودية | الرام (القدس)، دولة فلسطين                                                                |
| 17:00 ت ع م+3                                    |        | Report (FIFA) Report (AFC) |          | الملعب: ملعب فيصل الحسيني الدولي الحضور: 12,000 الحكم: أحمد الكاف (اتحاد عمان لكرة القدم) |

| تصفيات كأس العالم لكرة القدم 2022 14 نوفمبر 2019 | أوزبكستان                                          | 2–3                        | السعودية                                         | طشقند، أوزبكستان                                                                          |
| 17:00 ت ع م+5                                    | *إلدور شومورودوف 16' - أوتابيك شوكوروف 56' (ركلة.) | Report (FIFA) Report (AFC) | *سلمان الفرج 23' (ركلة.)، 85' - سالم الدوسري 90' | الملعب: ملعب باختاكور المركزي الحضور: 31,524 الحكم: ريوجي ساتو (اتحاد اليابان لكرة القدم) |

### كأس الخليج 24
| كأس الخليج العربي 24 27 نوفمبر 2019 | السعودية             | 1–3   | الكويت                                             | الدوحة، قطر |
| 20:00 ت ع م+3                       | *فراس البريكان 90+6' | تقرير | *أحمد الظفيري 43' - Al-Sanea 45+1' - Al-Faneni 90' | الملعب: استاد عبد الله بن خليفة الحضور: 5,777 الحكم: محمد عبد الله حسن محمد (اتحاد الإمارات العربية المتحدة لكرة القدم) |

| كأس الخليج العربي 24 30 نوفمبر 2019 | البحرين | 0–2   | السعودية                                  | الدوحة، قطر                                                                     |
| 20:00 ت ع م+3                       |         | تقرير | *عبد الله الحمدان 29' - محمد الخبراني 58' | الملعب: استاد عبد الله بن خليفة الحكم: Lionel Tschudi (اتحاد سويسرا لكرة القدم) |

| كأس الخليج العربي 24 2 ديسمبر 2019 | عمان                    | 1–3   | السعودية                                  | الدوحة، قطر                                                                                   |
| 20:00 ت ع م+3                      | *المنذر ربيع العلوي 55' | تقرير | *فراس البريكان 26' - هتان باهبري 42'، 57' | الملعب: استاد عبد الله بن خليفة الحكم: Alexandre Boucaut (الاتحاد الملكي البلجيكي لكرة القدم) |

| كأس الخليج العربي 24 5 ديسمبر 2019 | السعودية              | 1–0   | قطر | الوكرة، قطر                                                                          |
| 20:00 ت ع م+3                      | *عبد الله الحمدان 28' | تقرير |     | الملعب: استاد الجنوب الحضور: 42,025 الحكم: Ahmad Al-Ali (الاتحاد الكويتي لكرة القدم) |

| كأس الخليج العربي 24 8 ديسمبر 2019 | البحرين               | 1–0   | السعودية | الدوحة، قطر                                                                     |
| 19:00 ت ع م+3                      | *محمد سعد الرميحي 69' | تقرير |          | الملعب: استاد عبد الله بن خليفة الحكم: Lionel Tschudi (اتحاد سويسرا لكرة القدم) |